# Gisulf II van Benevento
Gisulf II was hertog van Benevento van ca.743 tot ca.749. Hij was van koninklijken bloede, zijn moeder was een dochter van de zus van koning Liutprand van de Longobarden.

## Biografie
Toen zijn vader Romuald II stierf in 732 was hij nog een kind. Tot tweemaal toe greep koning Liutprand in. Zijn voorganger usurpator Godschalk werd door de bevolking vermoord. Daarna was hij een trouwe bondgenoot van de Longobarden. Gisulf II stierf jong, zijn vrouw Scauniperga nam het regentschap waar voor hun zoon Liutprand van Benevento.